# Малайская Википедия
Малайская Википедия (малайск. Wikipedia Bahasa Melayu, джави: ويکيڤيديا بهاس ملايو) — раздел Википедии на малайском языке.
По состоянию на 16 июля 2025 года малайский раздел Википедии содержит 429 922 статьи. Зарегистрировано 356 884 участника, из них 562 совершили какое-либо действие за последние 30 дней, 13 участников имеют статус администратора. Общее число правок составляет 6 575 785.

## История
Заявка на открытие раздела была подана Имраном Вильямом Смитом (Imran William Smith), и 26 октября 2002 года раздел был создан администратором Википедии Брайоном Виббером.
20 февраля 2003 года зарегистрировался первый участник Sharuzzaman, который в тот же день совершил четыре правки на заглавной странице.
Несмотря на сходство между малайским и индонезийским языками, малайский и индонезийский разделы Википедии были начаты раздельно двумя различными группами участников. Индонезийская Википедия была начата примерно через шесть месяцев после малайской Википедии. По состоянию на 2009 год, индонезийская Википедия имела в три раза больше активных редакторов и статей, нежели малайская. В 2009 году Эндрю Лих написал: «Поскольку эти группы ориентированы на национальные границы, слияние вряд ли произойдёт в ближайшее время».
В январе 2011 был достигнут рубеж в 100 000 статей, в декабре 2012 достигнут рубеж в 150 000 статей, а 21 марта 2013 года — рубеж в 200 000 статей.